# Кизюн, Пётр Кондратьевич
Пётр Кондратьевич Кизюн (4 октября 1917—18 марта 1979) — подполковник Советской Армии, участник Великой Отечественной войны, Герой Советского Союза (1945).

## Биография
Родился 4 октября 1917 года в селе Красилово (ныне — город Красилов в Хмельницкой области Украины). После окончания семи классов школы и школы фабрично-заводского ученичества работал токарем на металлургическом заводе в посёлке Орджоникидзе в Днепропетровской области Украинской ССР. В 1937 году призван на службу в Рабоче-крестьянскую Красную Армию. В 1938 году окончил Ворошиловградскую военную авиационную школу лётчиков, после чего остался в ней инструктором. С сентября 1941 года — на фронтах Великой Отечественной войны.
К февралю 1945 года майор, помощник по воздушно-стрелковой службе командира 525-го штурмового авиаполка 227-й штурмовой авиадивизии 8-го штурмового авиационного корпуса 8-й воздушной армии 4-го Украинского фронта. Совершил 123 боевых вылета на воздушную разведку и штурмовку скоплений боевой техники и живой силы противника.
Указом Президиума Верховного Совета СССР от 29 июня 1945 года за «образцовое выполнение боевых заданий командования на фронте борьбы с немецкими захватчиками и проявленные при этом мужество и героизм» майор Пётр Кизюн был удостоен высокого звания Героя Советского Союза с вручением ордена Ленина и медали «Золотая Звезда» за номером 7713.
После окончания войны продолжил службу в Советской Армии. В 1945 году окончил курсы усовершенствования офицерского состава при военной лётно-тактической школе. В 1952 году в звании подполковника был уволен в запас. Проживал и работал в Виннице. Скончался 18 марта 1979 года, похоронен на Центральном кладбище Винницы.

## Награды
- Герой Советского Союза (29.06.1945, № 7713)[2]
- Орден Ленина (29.06.1945)[2]
- Орден Красного Знамени (13.09.1942)[2]
- Орден Красного Знамени (07.02.1944)[2]
- Орден Красного Знамени (09.06.1945)[3]
- Орден Александра Невского (СССР) (11.09.1944)[2]
- Медаль «За боевые заслуги» (24.06.1948)[2]
- Медали СССР и иностранные награды